# Die gefesselte Phantasie
Die gefesselte Phantasie (en français, L'Imagination ligotée) est une pièce de Ferdinand Raimund.

## Argument
Il y a un an, les sœurs magiciennes maléfiques Vipria et Arrogantia sont venues au royaume de la reine Hermione pour troubler la paix. Sur l'île de Flora, tous les résidents sont des poètes, même le cordonnier.
L'oracle Apollon annonce qu'Hermione doit épouser l'un de ses dignes partenaires, ce n'est qu'ainsi que les sœurs magiciennes seront chassées. Affriduro lui suggère le roi d'Athunt, mais elle aime le mystérieux berger Amphio, qui est en fait le fils du roi, et a également juré de n'épouser qu'un poète. Quand Hermione essaie de résoudre le conflit avec les sœurs à l'amiable, elles en colère dévastent l'île et tous les courtisans fuient lâchement. En pensant aux merveilleux poèmes d'Amphio, Hermione annonce qu'elle épouserait celui qui lui écrirait le plus beau poème.
Pour éviter cela, les sœurs magiciennes enlèvent l'Imagination afin que personne ne puisse faire un poème. Ensuite, Vipria fait venir le grossier Nachtigall de son auberge de la banlieue viennoise sur l'île et lui ordonne de participer au concours de poètes. Étant donné que personne ne peut faire un joli couplet en raison de la disparition de l'Imagination, tous les poètes demandent de reporter la compétition. Le bouffon se moque du poète de la cour. Amphio ne peut plus écrire, et maintenant Nachtigall se présente déguisé en ménestrel anglais pour gagner. Son poème est horrible, mais il n'y a pas d'adversaire. Mais Jupiter libère l'Imagination et peut aider Amphio à gagner au dernier moment. Il avoue être le fils du roi d'Athunt. Lorsque les sœurs magiciennes veulent écraser les deux amants sous les ruines du temple d'Apollon, le dieu lui-même apparaît et bannit Vipria et Arrogantia chez Orcus. L'île de Flora est à nouveau transformée en jardin fleuri et Nachtigall est nommé le deuxième bouffon de cour à cause de sa blague : « Je suis celui qui chante et celui qui parle, j'espère que l'on sera satisfait des deux. »

## Histoire
Cette œuvre est le quatrième de Raimund dans l'ordre de sa création, mais le cinquième dans l'ordre des présentations, puisqu'il la termine le 24 septembre 1826, mais la laisse pendant un an et présente d'abord Moisasurs Zauberfluch en 1827.
Raimund écrit cette pièce en réponse aux soupçons récurrents qu'aucune de ses œuvres précédentes n'avait été créée sans aide extérieure pour prouver « qu'on peut concevoir un poème innocent sans être un érudit ». Ses détracteurs l'ont critiqué pour son manque d'éducation humaniste. Il qualifie l'œuvre d'Original-Zauberspiel pour montrer qu'il avait conçu le sujet lui-même sans utiliser de modèle littéraire. La pièce correspond à l'exigence classique à la règle de l'unité d'action et de temps.
Amphio, Distichon et Nachtigall incarnent des formes de poésie : le délibérément sophistiqué, le vide artificiellement et les vers de mirliton grossièrement comiques. Nachtigall incarne le bouffon bruyant de la cour, le fou Muh plutôt le type shakespearien à la cour de la reine poète.
Raimund joue la harpiste Nachtigall, Friedrich Josef Korntheuer le bouffon, Franz Tomaselli le cordonnier, Therese Krones l'Imagination, Katharina Ennöckl la sœur magicienne Vipria.

## Source de la traduction
- (de) Cet article est partiellement ou en totalité issu de l’article de Wikipédia en allemand intitulé « Die gefesselte Phantasie » (voir la liste des auteurs).